# 博莫特莱潘
博莫特莱潘（法語：Beaumotte-lès-Pin，法語發音：[bomɔt lɛ pɛ̃]，意为“潘附近的博莫特”）是法国上索恩省的一个市镇，属于沃苏勒区。

## 地理
博莫特莱潘（47°19'1"N, 5°49'51"E）面积8.43 平方千米，位于法国勃艮第-弗朗什-孔泰大區上索恩省，该省份为法国东部内陆省份，北起顺时针与孚日省、贝尔福地区省、杜省、汝拉省、科多尔省和上马恩省接壤。
与博莫特莱潘接壤的市镇（或旧市镇、城区）包括：奥尼翁河畔舍维涅、埃马尼、阿夫里涅-维雷、布吕塞、潘村。

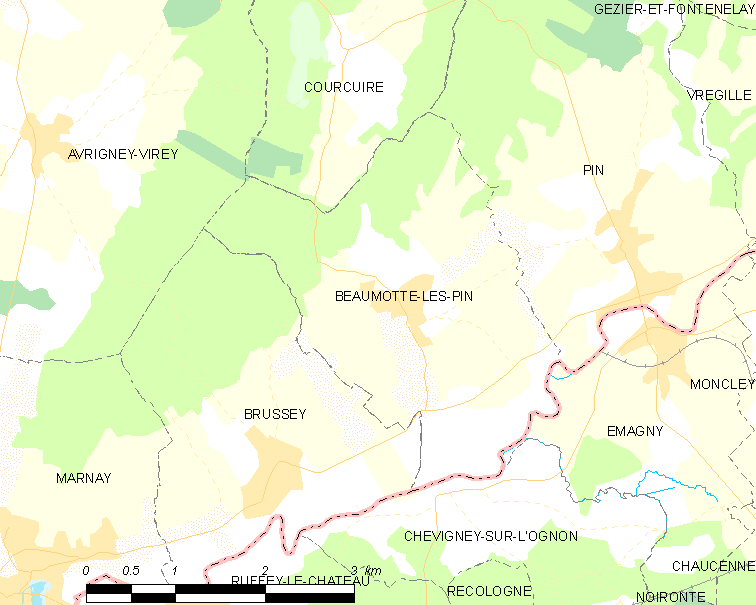
博莫特莱潘的OSM定位图

博莫特莱潘的时区为UTC+01:00、UTC+02:00（夏令时）。

## 行政
博莫特莱潘的邮政编码为70150，INSEE市镇编码为70060。

## 政治
博莫特莱潘所属的省级选区为马尔奈县。

## 人口

1962-2008年间博莫特莱潘人口变化图示

博莫特莱潘于2022年1月1日时的人口数量为283人。